# Tour de Ski 2010/2011
Tour de Ski 2010/2011 genomfördes 31 december 2010–9 januari 2011.
Detta blev den femte Tour de Ski i ordningen. Det första loppet (prologen) kördes i Oberhof i Tyskland, och avslutningen skedde som vanligt i Val di Fiemme i Italien . Regerande mästare inför denna tour var Justyna Kowalczyk från Polen och Lukáš Bauer från Tjeckien.
Vinnarna av årets Tour de Ski blev Justyna Kowalczyk från Polen och Dario Cologna från Schweiz.

## Etapp 1 (prolog)
Oberhof, Tyskland - 31 december 2010
| Nr | Namn               | Land      | Tid    | VC-poäng |
| -- | ------------------ | --------- | ------ | -------- |
| 1  | Marcus Hellner     | Sverige   | 7:34.5 | 50 p     |
| 2  | Aleksej Petuchov   | Ryssland  | 7:36.5 | 46 p     |
| 3  | Petter Northug     | Norge     | 7:37.4 | 43 p     |
| 4  | Alexander Legkov   | Ryssland  | 7:39.6 | 40 p     |
| 5  | Loris Frasnelli    | Italien   | 7:39.9 | 37 p     |
| 6  | Robin Duvillard    | Frankrike | 7:40.3 | 34 p     |
| 7  | Dario Cologna      | Schweiz   | 7:41.2 | 32 p     |
| 8  | Ilja Tjernousov    | Ryssland  | 7:42.8 | 30 p     |
| 9  | Lukas Bauer        | Tjeckien  | 7:43.1 | 28 p     |
| 10 | Jean Marc Gaillard | Frankrike | 7:43.9 | 26 p     |

| Nr | Namn             | Land     | Tid    | Poäng |
| -- | ---------------- | -------- | ------ | ----- |
| 1  | Marcus Hellner   | Sverige  | 7:19.5 | 15 p  |
| 2  | Aleksej Petuchov | Ryssland | 7:26.5 | 10 p  |
| 3  | Petter Northug   | Norge    | 7:32.4 | 5 p   |
| 4  | Alexander Legkov | Ryssland | 7:39.6 |       |
| 5  | Loris Frasnelli  | Italien  | 7:39.9 |       |

| Nr | Namn                 | Land      | Tid    | VC-poäng |
| -- | -------------------- | --------- | ------ | -------- |
| 1  | Justyna Kowalczyk    | Polen     | 6.39,0 | 50 p     |
| 2  | Charlotte Kalla      | Sverige   | 6.40,5 | 46 p     |
| 3  | Astrid Jacobsen      | Norge     | 6.43,8 | 43 p     |
| 4  | Riitta-Liisa Roponen | Finland   | 6.44,7 | 40 p     |
| 5  | Julia Tjekaleva      | Ryssland  | 6.46,2 | 37 p     |
| 6  | Aino-Kaisa Saarinen  | Finland   | 6.46,3 | 34 p     |
| 7  | Denise Herrmann      | Tyskland  | 6.47,7 | 32 p     |
| 8  | Petra Majdič         | Slovenien | 6.48,3 | 30 p     |
| 9  | Laure Barthelemy     | Frankrike | 6.48,5 | 28 p     |
| 9  | Krista Lähteenmäki   | Finland   | 6.48,5 | 28 p     |

| Nr | Namn                 | Land     | Tid    | Poäng |
| -- | -------------------- | -------- | ------ | ----- |
| 1  | Justyna Kowalczyk    | Polen    | 6.24,0 | 15 p  |
| 2  | Charlotte Kalla      | Sverige  | 6.30,5 | 10 p  |
| 3  | Astrid Jacobsen      | Norge    | 6.38,8 | 5 p   |
| 4  | Riitta-Liisa Roponen | Finland  | 6.44,7 |       |
| 5  | Julia Tjekaleva      | Ryssland | 6.46,2 |       |

## Etapp 2
Oberhof, Tyskland - 1 januari 2011
| Nr | Namn             | Land     | Tid     | VC-poäng |
| -- | ---------------- | -------- | ------- | -------- |
| 1  | Dario Cologna    | Schweiz  | 47:48.1 | 50 p     |
| 2  | Devon Kershaw    | Kanada   | 47:48.6 | 46 p     |
| 3  | Alexander Legkov | Ryssland | 47:48.9 | 43 p     |
| 4  | Ilja Tjernousov  | Ryssland | 47:52.3 | 40 p     |
| 5  | Petter Northug   | Norge    | 47:53.5 | 37 p     |
| 6  | Sami Jauhojärvi  | Finland  | 47:53.6 | 34 p     |
| 7  | Matti Heikkinen  | Finland  | 47:55.5 | 32 p     |
| 8  | Ville Nousiainen | Finland  | 47:56.4 | 30 p     |
| 9  | Alex Harvey      | Kanada   | 47.57.2 | 28 p     |
| 10 | Axel Teichmann   | Tyskland | 47:58.2 | 26 p     |

| Nr | Namn             | Land     | Tid     | Poäng |
| -- | ---------------- | -------- | ------- | ----- |
| 1  | Dario Cologna    | Schweiz  | 47:33.1 | 15 p  |
| 2  | Devon Kershaw    | Kanada   | 47:38.6 | 10 p  |
| 3  | Alexander Legkov | Ryssland | 47:43.9 | 5 p   |
| 3  | Ilja Tjernousov  | Ryssland | 47:52.3 |       |
| 5  | Petter Northug   | Norge    | 47:53.5 |       |

| Nr | Namn                 | Land      | Tid     | VC-poäng ? |
| -- | -------------------- | --------- | ------- | ---------- |
| 1  | Justyna Kowalczyk    | Polen     | 33.32:5 | 50 p       |
| 2  | Krista Lähteenmäki   | Finland   | 34:00.0 | 46 p       |
| 3  | Marianna Longa       | Italien   | 34:03.0 | 43 p       |
| 4  | Aino Kaisa Saarinen  | Finland   | 34:04.1 | 40 p       |
| 5  | Petra Majdič         | Slovenien | 34:07.0 | 37 p       |
| 6  | Riitta Liisa Roponen | Finland   | 34:07.3 | 34 p       |
| 7  | Charlotte Kalla      | Sverige   | 34:07.6 | 32 p       |
| 8  | Arianna Follis       | Italien   | 34:07.7 | 30 p       |
| 9  | Therese Johaug       | Norge     | 34:08.6 | 28 p       |
| 10 | Julija Tjekaljova    | Ryssland  | 34:09.8 | 26 p       |

| Nr | Namn                | Land      | Tid     |
| -- | ------------------- | --------- | ------- |
| 1  | Justyna Kowalczyk   | Polen     | 33:17.5 |
| 2  | Krista Lähteenmäki  | Finland   | 33:50.0 |
| 3  | Marianna Longa      | Italien   | 33:58.0 |
| 4  | Aino-Kaisa Saarinen | Finland   | 34:04.1 |
| 5  | Petra Majdič        | Slovenien | 34:07.0 |

| Nr | Namn              | Land    | Poäng |
| -- | ----------------- | ------- | ----- |
| 1  | Justyna Kowalczyk | Polen   | 15 p  |
| 2  | Charlotte Kalla   | Sverige | 10 p  |
| 3  | Astrid Jacobsen   | Norge   | 5 p   |

## Etapp 3
Oberstdorf, Tyskland - 2 januari 2011
| Nr | Namn              | Land     | Tid | VC-poäng |
| -- | ----------------- | -------- | --- | -------- |
| 1  | Emil Jönsson      | Sverige  | .   | 50 p     |
| 2  | Devon Kershaw     | Kanada   | .   | 46 p     |
| 3  | Dario Cologna     | Schweiz  | .   | 43 p     |
| 4  | Simen Östensen    | Norge    | .   | 40 p     |
| 5  | Aleksej Petuchov  | Ryssland | .   | 37 p     |
| 6  | Alexander Legkov  | Ryssland | .   | 34 p     |
| 7  | Alex Harwey       | Kanada   | .   | 32 p     |
| 8  | Marcus Hellner    | Sverige  | .   | 30 p     |
| 9  | Jesper Modin      | Sverige  | .   | 28 p     |
| 10 | Dimitrij Japardov | Ryssland | .   | 26 p     |

| Nr | Namn             | Land     | Tid     | Sprintpoäng |
| -- | ---------------- | -------- | ------- | ----------- |
| 1  | Dario Cologna    | Schweiz  | 49:09.9 | 15 p        |
| 2  | Devon Kershaw    | Kanada   | 49:13.6 | 10 p        |
| 3  | Alexander Legkov | Ryssland | 49:33.0 | 5 p         |
| 4  | Alex Harvey      | Kanada   | 49:46.8 |             |
| 5  | Marcus Hellner   | Sverige  | 50:00:9 |             |

| Nr | Namn                     | Land      | Tid | VC-poäng |
| -- | ------------------------ | --------- | --- | -------- |
| 1  | Petra Majdič             | Slovenien | .   | 50 p     |
| 2  | Justyna Kowalczyk        | Polen     | .   | 46 p     |
| 3  | Astrid Jacobsen          | Norge     | .   | 43 p     |
| 4  | Alena Prochazkova        | Slovakien | .   | 40 p     |
| 5  | Julia Ivanova            | Ryssland  | .   | 37 p     |
| 6  | Aino-Kaisa Saarinen      | Finland   | .   | 34 p     |
| 7  | Ingvild Flugstad Østberg | Norge     | .   | 32 p     |
| 8  | Marianna Longa           | Italien   | .   | 30 p     |
| 9  | Magda Genuin             | Italien   | .   | 28 p     |
| 10 | Madoka Natsumi           | Japan     | .   | 26 p     |

| Nr | Namn                | Land      | Tid     |      |
| -- | ------------------- | --------- | ------- | ---- |
| 1  | Justyna Kowalczyk   | Polen     | 35:13.8 | 10 p |
| 2  | Petra Majdič        | Slovenien | 35:58.2 | 15 p |
| 3  | Aino-Kaisa Saarinen | Finland   | 36:14.1 |      |
| 3  | Marianna Longa      | Italien   | 36:15.7 |      |
| 5  | Astrid Jacobsen     | Norge     | 36:23.0 | 5 p  |

## Etapp 4
Oberstdorf, Tyskland - 3 januari 2011
| Nr | Namn                | Land      | Tid     | VC-poäng |
| -- | ------------------- | --------- | ------- | -------- |
| 1  | Matti Heikkinen     | Finland   | 49:20.1 | 50 p     |
| 2  | Dario Cologna       | Schweiz   | 49:21.1 | 46 p     |
| 3  | Martin Jaks         | Tjeckien  | 49:25.0 | 43 p     |
| 4  | Jean Marc Gaillard  | Frankrike | 49:25.1 | 40 p     |
| 5  | Lukas Bauer         | Tjeckien  | 49:26.0 | 37 p     |
| 6  | Daniel Rickardsson  | Sverige   | 49:27.5 | 34 p     |
| 7  | Devon Kershaw       | Kanada    | 49:28.3 | 32 p     |
| 8  | Aleksandr Legkov    | Ryssland  | 49:29.7 | 30 p     |
| 9  | Tord Asle Gjerdalen | Norge     | 49:30.7 | 28 p     |
| 10 | Marcus Hellner      | Sverige   | 49:31.2 | 26 p     |

| Nr | Namn             | Land     | Tid       |
| -- | ---------------- | -------- | --------- |
| 1  | Dario Cologna    | Schweiz  | 1:37.51   |
| 2  | Devon Kershaw    | Kanada   | 1:38.36   |
| 3  | Marcus Hellner   | Sverige  | 1:38:57.1 |
| 3  | Aleksandr Legkov | Ryssland | 1:38:57.7 |
| 5  | Alex Harvey      | Kanada   | 1:39.14   |

| Nr | Namn | Land | Poäng |
| -- | ---- | ---- | ----- |
| 1  | -    | -    | 15 p  |
| 2  | -    | -    | 10 p  |
| 3  | -    | -    | 5 p   |

| Nr | Namn                 | Land      | Bonustid | VC-poäng |
| -- | -------------------- | --------- | -------- | -------- |
| 1  | Anna Haag            | Sverige   | 26:59.8  | 50 p     |
| 2  | Charlotte Kalla      | Sverige   | 27:00.4  | 46 p     |
| 3  | Marthe Kristoffersen | Norge     | 27:07.0  | 43 p     |
| 4  | Arianna Follis       | Italien   | 27:07.6  | 40 p     |
| 5  | Justyna Kowalczyk    | Polen     | 27:08.5  | 37 p     |
| 6  | Marianna Longa       | Italien   | 27:08.7  | 34 p     |
| 7  | Therese Johaug       | Norge     | 27:09.5  | 32 p     |
| 8  | Krista Lähteenmäki   | Finland   | 27:10.7  | 30 p     |
| 9  | Riita-Liisa Roponen  | Finland   | 27:15.7  | 28 p     |
| 10 | Petra Majdič         | Slovenien | 27:29.2  | 26 p     |

| Nr | Namn               | Land      | Tid       |
| -- | ------------------ | --------- | --------- |
| 1  | Justyna Kowalczyk  | Polen     | 1:01:52.3 |
| 2  | Charlotte Kalla    | Sverige   | 1:03:12.1 |
| 3  | Marianna Longa     | Italien   | 1:03:14.4 |
| 4  | Petra Majdič       | Slovenien | 1:03:27.4 |
| 5  | Krista Lähteenmäki | Finland   | 1:03:39.1 |

| Nr | Namn | Land | Poäng |
| -- | ---- | ---- | ----- |
| 1  | -    | -    | 15 p  |
| 2  | -    | -    | 10 p  |
| 3  | -    | -    | 5 p   |

## Etapp 5
Toblach, Italien  - 5 januari 2011
| Nr | Namn               | Land     | Tid | VC-poäng |
| -- | ------------------ | -------- | --- | -------- |
| 1  | Devon Kershaw      | Kanada   | .   | 50 p     |
| 2  | Dario Cologna      | Schweiz  | .   | 46 p     |
| 3  | Petter Northug     | Norge    | .   | 43 p     |
| 4  | Marcus Hellner     | Sverige  | .   | 40 p     |
| 5  | Simen Östensen     | Norge    | .   | 37 p     |
| 6  | Jesper Modin       | Sverige  | .   | 34 p     |
| 7  | Martin Jaks        | Tjeckien | .   | 32 p     |
| 8  | Andrew Newell      | USA      | .   | 30 p     |
| 9  | David Hofer        | Italien  | .   | 28 p     |
| 10 | Daniel Rickardsson | Sverige  | .   | 26 p     |

| Nr | Namn             | Land     | Tid       |
| -- | ---------------- | -------- | --------- |
| 1  | Dario Cologna    | Schweiz  | 1:39:53.0 |
| 2  | Devon Kershaw    | Kanada   | 1:40:35.8 |
| 3  | Marcus Hellner   | Sverige  | 1:41:07.1 |
| 3  | Petter Northug   | Norge    | 1:41:38.4 |
| 5  | Alexander Legkov | Ryssland | 1:41:48.3 |

| Nr | Namn | Land | Poäng |
| -- | ---- | ---- | ----- |
| 1  | -    | -    | 15 p  |
| 2  | -    | -    | 10 p  |
| 3  | -    | -    | 5 p   |

| Nr | Namn                     | Land      | Tid | VC-poäng |
| -- | ------------------------ | --------- | --- | -------- |
| 1  | Petra Majdič             | Slovenien | .   | 50 p     |
| 2  | Arianna Follis           | Italien   | .   | 46 p     |
| 3  | Magda Genuin             | Italien   | .   | 43 p     |
| 4  | Laure Barthelemy         | Frankrike | .   | 40 p     |
| 5  | Kikkan Randall           | USA       | .   | 37 p     |
| 6  | Britta Johansson Norgren | Sverige   | .   | 34 p     |
| 7  | Kathrin Zeller           | Tyskland  | .   | 32 p     |
| 8  | Eva Nyvltova             | Tjeckien  | .   | 30 p     |
| 9  | Vesna Fabian             | Slovenien | .   | 28 p     |
| 10 | Alena Prochazkova        | Slovakien | .   | 26 p     |

| Nr | Namn              | Land      | Tid       |
| -- | ----------------- | --------- | --------- |
| 1  | Justyna Kowalczyk | Polen     | 1:05:08.0 |
| 2  | Petra Majdič      | Slovenien | 1:05:47.1 |
| 3  | Charlotte Kalla   | Sverige   | 1:06:16.8 |
| 3  | Arianna Follis    | Italien   | 1:06:17.5 |
| 5  | Marianna Longa    | Italien   | 1:06:21.8 |

| Nr | Namn | Land | Poäng |
| -- | ---- | ---- | ----- |
| 1  | -    | -    | 15 p  |
| 2  | -    | -    | 10 p  |
| 3  | -    | -    | 5 p   |

## Etapp 6
Cortina - Toblach, Italien - 6 januari 2011
| Nr | Namn               | Land      | Tid       | VC-poäng |
| -- | ------------------ | --------- | --------- | -------- |
| 1  | Dario Cologna      | Schweiz   | 1:20:06.9 | 50 p     |
| 2  | Marcus Hellner     | Sverige   | 1:21:13.2 | 46 p     |
| 3  | Petter Northug     | Norge     | 1:21:46.8 | 43 p     |
| 4  | Martin Jaks        | Tjeckien  | 1:21:47.6 | 40 p     |
| 5  | Alex Harvey        | Kanada    | 1:21:48.1 | 37 p     |
| 6  | Curdin Perl        | Schweiz   | 1:21:48.4 | 34 p     |
| 7  | Daniel Rickardsson | Sverige   | 1:21:48.5 | 32 p     |
| 8  | Matti Heikkinen    | Finland   | 1:21:49.0 | 30 p     |
| 9  | Jean Marc Gaillard | Frankrike | 1:21:49.0 | 28 p     |
| 10 | Devon Kershaw      | Kanada    | 1:21:53.5 | 26 p     |

| Nr | Namn           | Land     | Tid       |
| -- | -------------- | -------- | --------- |
| 1  | Dario Cologna  | Schweiz  | 2:59:44.9 |
| 2  | Marcus Hellner | Sverige  | 3:00:56.2 |
| 3  | Petter Northug | Norge    | 3:01:34.8 |
| 3  | Martin Jaks    | Tjeckien | 3:01:40.6 |
| 5  | Alex Harvey    | Kanada   | 3:01:41.1 |

| Nr | Namn | Land | Poäng |
| -- | ---- | ---- | ----- |
| 1  | -    | -    | 15 p  |
| 2  | -    | -    | 10 p  |
| 3  | -    | -    | 5 p   |

| Nr | Namn               | Land      | Tid     | VC-poäng ? |
| -- | ------------------ | --------- | ------- | ---------- |
| 1  | Justyna Kowalczyk  | Polen     | 37:41.7 | 50 p       |
| 2  | Arianna Follis     | Italien   | 38:03.9 | 46 p       |
| 3  | Marianna Longa     | Italien   | 38:04.3 | 43 p       |
| 4  | Charlotte Kalla    | Sverige   | 38:05.4 | 40 p       |
| 5  | Petra Majdič       | Slovenien | 38:18.1 | 37 p       |
| 6  | Anna Haag          | Sverige   | 39:23.1 | 34 p       |
| 7  | Krista Lähteenmäki | Finland   | 39:26.7 | 32 p       |
| 8  | Astrid Jacobsen    | Norge     | 40:03.1 | 30 p       |
| 9  | Therese Johaug     | Norge     | 40:26.2 | 28 p       |
| 10 | Alena Prochazkova  | Slovakien | 40:29.4 | 26 p       |

| Nr | Namn              | Land      | Tid       |
| -- | ----------------- | --------- | --------- |
| 1  | Justyna Kowalczyk | Polen     | 1:42:37.7 |
| 2  | Arianna Follis    | Italien   | 1:43:01.9 |
| 3  | Marianna Longa    | Italien   | 1:43:07.3 |
| 3  | Charlotte Kalla   | Sverige   | 1:43:13.4 |
| 5  | Petra Majdič      | Slovenien | 1:43:26.1 |

| Nr | Namn | Land | Poäng |
| -- | ---- | ---- | ----- |
| 1  | -    | -    | 15 p  |
| 2  | -    | -    | 10 p  |
| 3  | -    | -    | 5 p   |

## Etapp 7
Val di Fiemme, Italien - 8 januari 2011
| Nr | Namn               | Land     | Tid     | VC-poäng |
| -- | ------------------ | -------- | ------- | -------- |
| 1  | Petter Northug     | Norge    | 57:17.2 | 50 p     |
| 2  | Dario Cologna      | Schweiz  | 57:19.0 | 46 p     |
| 3  | Devon Kershaw      | Kanada   | 57:19.4 | 43 p     |
| 4  | Martin Jaks        | Tjeckien | 57:19.8 | 40 p     |
| 5  | Alex Harvey        | Kanada   | 57:20.1 | 37 p     |
| 6  | Roland Clara       | Italien  | 57:20.9 | 34 p     |
| 7  | Jens Filbrich      | Tyskland | 57:21.1 | 32 p     |
| 8  | Curdin Perl        | Schweiz  | 57:21.7 | 30 p     |
| 9  | Anders Södergren   | Sverige  | 57:21.9 | 28 p     |
| 10 | Daniel Rickardsson | Sverige  | 57:22.3 | 26 p     |

| Nr | Namn           | Land     | Tid       |
| -- | -------------- | -------- | --------- |
| 1  | Dario Cologna  | Schweiz  | 3:56:03.9 |
| 2  | Petter Northug | Norge    | 3:57:22.0 |
| 3  | Martin Jaks    | Tjeckien | 3:58:50.4 |
| 3  | Devon Kershaw  | Kanada   | 3:58:55.9 |
| 5  | Curdin Perl    | Schweiz  | 3:58:58.1 |

| Nr | Namn | Land | Poäng |
| -- | ---- | ---- | ----- |
| 1  | -    | -    | 15 p  |
| 2  | -    | -    | 10 p  |
| 3  | -    | -    | 5 p   |

| Nr | Namn                     | Land      | Tid      | VC-poäng |
| -- | ------------------------ | --------- | -------- | -------- |
| 1  | Justyna Kowalczyk        | Polen     | 30:27.6  | 50 p     |
| 2  | Therese Johaug           | Norge     | 30.:33.9 | 46 p     |
| 3  | Marianna Longa           | Italien   | 31:23.3  | 43 p     |
| 4  | Marte Elden              | Norge     | 31:29.0  | 40 p     |
| 5  | Aino-Kaisa Saarinen      | Finland   | 31:41.6  | 37 p     |
| 6  | Arianna Follis           | Italien   | 31:48.4  | 34 p     |
| 7  | Marthe Kristoffersen     | Norge     | 31:52.7  | 32 p     |
| 8  | Katrin Zeller            | Tyskland  | 31:55.7  | 30 p     |
| 9  | Petra Majdic             | Slovenien | 31:59.6  | 28 p     |
| 10 | Ingvild Flugstad Østberg | Norge     | 32:00.9  | 26 p     |

| Nr | Namn              | Land      | Tid       |
| -- | ----------------- | --------- | --------- |
| 1  | Justyna Kowalczyk | Polen     | 2:12:17.3 |
| 2  | Marianna Longa    | Italien   | 2:14:25.6 |
| 3  | Arianna Follis    | Italien   | 2:14:50.3 |
| 3  | Petra Majdic      | Slovenien | 2:15:25.7 |
| 5  | Therese Johaug    | Norge     | 2:15:38.1 |

| Nr | Namn | Land | Poäng |
| -- | ---- | ---- | ----- |
| 1  | -    | -    | 15 p  |
| 2  | -    | -    | 10 p  |
| 3  | -    | -    | 5 p   |

## Etapp 8
Val di Fiemme, Italien - 9 januari 2011
| Nr | Namn | Land | Tid | VC-poäng ? |
| -- | ---- | ---- | --- | ---------- |
| 1  | -    | -    | .   | 50 p       |
| 2  | -    | -    | .   | 46 p       |
| 3  | -    | -    | .   | 43 p       |
| 4  | -    | -    | .   | 40 p       |
| 5  | -    | -    | .   | 37 p       |
| 6  | -    | -    | .   | 34 p       |
| 7  | -    | -    | .   | 32 p       |
| 8  | -    | -    | .   | 30 p       |
| 9  | -    | -    | .   | 28 p       |
| 10 | -    | -    | .   | 26 p       |

| Nr | Namn | Land | Tid |
| -- | ---- | ---- | --- |
| 1  | -    | -    | .   |
| 2  | -    | -    | .   |
| 3  | -    | -    | .   |
| 3  | -    | -    | .   |
| 5  | -    | -    | .   |

| Nr | Namn | Land | Poäng |
| -- | ---- | ---- | ----- |
| 1  | -    | -    | 15 p  |
| 2  | -    | -    | 10 p  |
| 3  | -    | -    | 5 p   |

| Nr | Namn | Land | Tid | VC-poäng ? |
| -- | ---- | ---- | --- | ---------- |
| 1  | -    | -    | .   | 50 p       |
| 2  | -    | -    | .   | 46 p       |
| 3  | -    | -    | .   | 43 p       |
| 4  | -    | -    | .   | 40 p       |
| 5  | -    | -    | .   | 37 p       |
| 6  | -    | -    | .   | 34 p       |
| 7  | -    | -    | .   | 32 p       |
| 8  | -    | -    | .   | 30 p       |
| 9  | -    | -    | .   | 28 p       |
| 10 | -    | -    | .   | 26 p       |

| Nr | Namn | Land | Tid |
| -- | ---- | ---- | --- |
| 1  | -    | -    | .   |
| 2  | -    | -    | .   |
| 3  | -    | -    | .   |
| 3  | -    | -    | .   |
| 5  | -    | -    | .   |

| Nr | Namn | Land | Poäng |
| -- | ---- | ---- | ----- |
| 1  | -    | -    | 15 p  |
| 2  | -    | -    | 10 p  |
| 3  | -    | -    | 5 p   |

## Slutresultat
| Plats | Namn               | Tid (h)   |
| ----- | ------------------ | --------- |
| 1     | Dario Cologna      | 4:28.02,0 |
| 2     | Petter Northug     | +27,3     |
| 3     | Lukáš Bauer        | +1.44,1   |
| 4     | Curdin Perl        | +1.58,2   |
| 5     | Roland Clara       | +2.06,5   |
| 6     | Jean-Marc Gaillard | +2.27,5   |
| 7     | Devon Kershaw      | +2.31,7   |
| 8     | Martin Jaks        | +2.39,9   |
| 9     | Daniel Rickardsson | +3.00,2   |
| 10    | Alex Harvey        | +3.09,2   |

| Plats | Namn                 | Tid       |
| ----- | -------------------- | --------- |
| 1     | Justyna Kowalczyk    | 2:47.31,0 |
| 2     | Therese Johaug       | +1.21,5   |
| 3     | Marianna Longa       | +2.40,7   |
| 4     | Arianna Follis       | +3.19,9   |
| 5     | Charlotte Kalla      | +4.27,7   |
| 6     | Petra Majdič         | +4.52,6   |
| 7     | Marthe Kristoffersen | +5.09,0   |
| 8     | Krista Lähteenmäki   | +5.15,2   |
| 9     | Marte Elden          | +5.25,6   |
| 10    | Astrid Jacobsen      | +5.57,9   |